# Назимов, Фёдор Викторович
Фёдор Викторович Назимов (1764—1827), российский командир эпохи наполеоновских войн, генерал-майор Русской императорской армии.

## Биография
Фёдор Назимов родился 9 декабря 1764 года в дворянской семье. Ещё юношей был записан в качестве капрала в Преображенский лейб-гвардии полк (30 января 1777 года) в составе которого сражался со шведами.
С 1 февраля 1790 года — капитан Кексгольмского пехотного полка.
Принимал участие в русско-турецкой войне 1787-1791 гг., польских собятиях 1792 года и подавлении Восстания Костюшко.
1 августа 1799 года Назимов был произведён в полковники и назначен командиром сводного гренадерского батальона, а 21 ноября 1799 года утверждён командиром Украинского мушкетерского полка.
16 мая 1803 года Назимов был произведён в генерал-майоры. 4 сентября 1805 года был назначен на должность шефа Куринского 79-й пехотного полка.
Принимал участие в русско-турецкой войне 1806-1812 гг..
27 сентября 1810 года Назимов получил назначение командиром 2-й бригады 15-й пехотной дивизии в армии Александра Петровича Тормасова.
Во время вторжения Наполеона в Россию руководил 15-й пехотной дивизией в 3-й Резервной Обсервационной армии.
С 5 ноября 1816 года по 6 июля 1820 года Ф.В. Назимов занимал должность Киевского гражданского губернатора, при этом из военного чина был переименован в действительные статские советники.
26 ноября 1816 года его заслуги были отмечены орденом Святого Георгия 4-го класса № 3159.
Фёдор Викторович Назимов умер 7 марта 1827 года и был с почестями похоронен в селе Воронине Клинского уезда.